# Ортодоксальна композиція
Ортодоксальна композиція (англ. orthodox composition) — область шахової композиції, яка підпорядковується звичайним шаховим правилам, де мета (мат, виграш або нічия), матеріал (дошка, фігури) і засоби (правила ігри) — шахові. Включає дві групи:
а) Етюд (англ. study) із завданням «виграш» або «нічия» — білі починають і виграють або роблять нічию, при цьому число ходів рішення не обмежується. Припустимо також завдання: «хід чорних, білі виграють (роблять нічию)»;
б) Задача (англ. directmate) з умовою «мат в певне число ходів» — білі починають і оголошують мат не пізніше названого ходу.